# Vitalie Eriomenco
Vitalie Eriomenco (ur. 2003) – mołdawski zapaśnik, ukraińskiego pochodzenia, startujący w stylu klasycznym. Zajął szóste miejsce na mistrzostwach świata w 2024.
Brązowy medalista mistrzostw Europy w 2025. Mistrz świata U-23 w 2024 i trzeci w 2023. Mistrz Europy U-23 w 2025, drugi w 2024, trzeci w 2022 i 2023. Wicemistrz Europy juniorów w 2023 roku.